# Aleh Rabcau
Aleh Iharawicz Rabcau (biał. Алег Ігаравіч Рабцаў; ur. 20 stycznia 1994 r. w Witebsku) – białoruski gimnastyk występujący w skokach na trampolinie, dwukrotny mistrz świata, dwukrotny mistrz Europy.
Na mistrzostwach świata w 2017 w Sofii roku razem z Uładzisłauem Hanczarouem zdobył złoty medal w skokach synchronicznych. Rok później w Petersburgu obronili tytuł mistrza świata w tej konkurencji.